# Hl. Dreifaltigkeit und St. Laurentius (Bundorf)

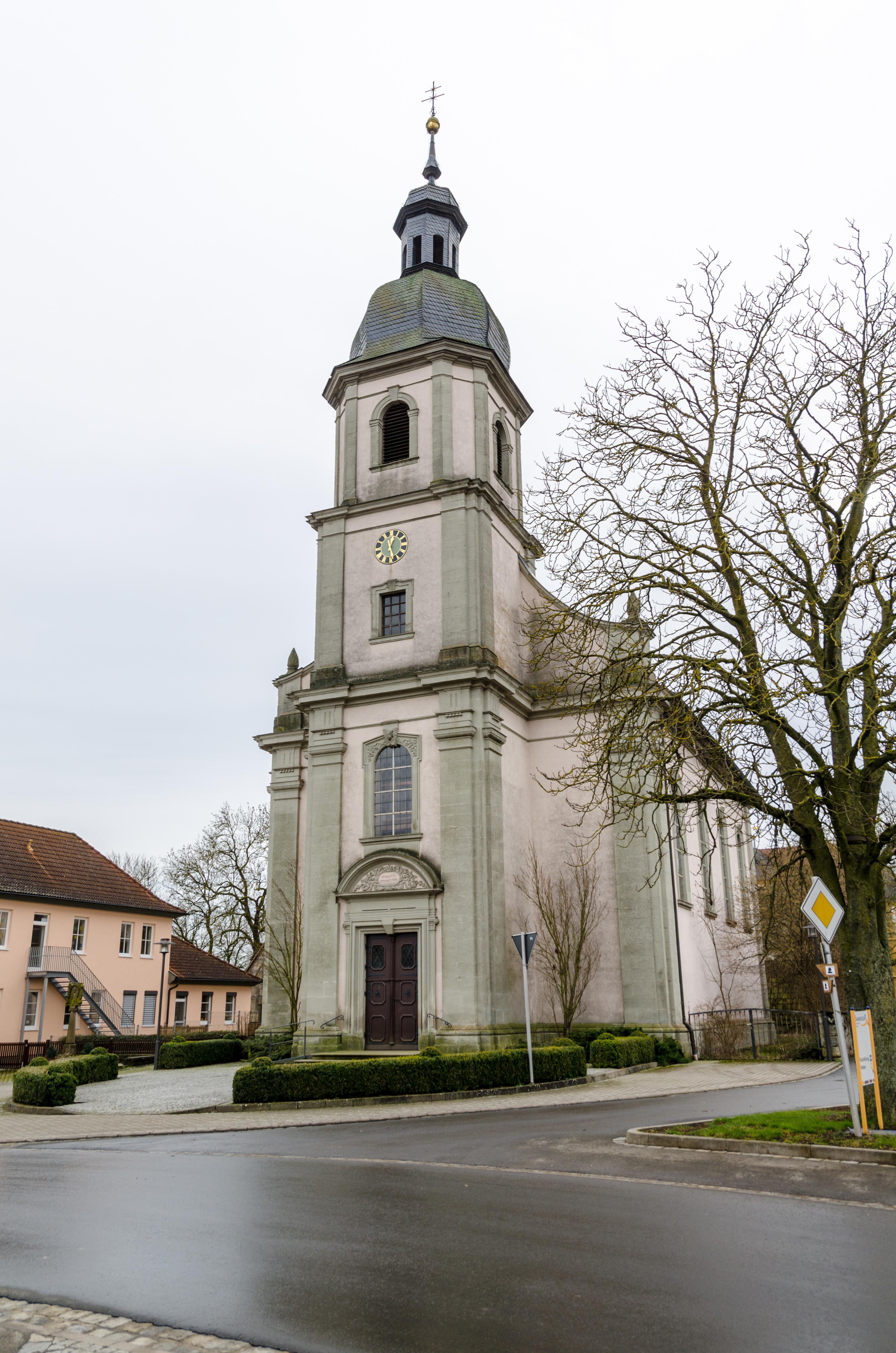
Bundorf, Hl. Dreifaltigkeit und St. Laurentius

Die römisch-katholische Pfarrkirche Hl. Dreifaltigkeit und St. Laurentius ist ein Kirchengebäude, das in Bundorf steht, einer Gemeinde im unterfränkischen Landkreis Haßberge in Bayern. Im Jahr 1731 erhielt das denkmalgeschützte Bauwerk seine heutige Gestalt. Die Pfarrei gehört zur Pfarreiengemeinschaft Hofheim im Dekanat Haßberge des Bistums Würzburg.

## Geschichte
Das erste Gotteshaus wurde 1301 durch Graf Mangold von Wildberg gestiftet. Dieser erste Kirchenbau wurde wegen Baufälligkeit zwischen 1719 und 1726 abgebrochen. Nach Plänen von Johann Georg Danzer errichtete den Neubau Johann Georg Bierdümpfel mit Steinen des Vorgängerbaus. Die neue Kirche wurde 1731 geweiht.

## Beschreibung
Die Saalkirche hat einen eingezogenen, dreiseitig abgeschlossenen Chor im Süden und einen mit Pilastern und Stockwerkgesimsen gegliederten und mit einer Welschen Haube bedeckten Fassadenturm im Norden. Das dritte Geschoss des Kirchturms beherbergt die Turmuhr, das darüber liegende oberste Geschoss mit abgeschrägten Ecken den Glockenstuhl. Die 1893 von Franz Hochrein gebaute Orgel wurde 2007 durch eine neue Orgel von Jürgen Lutz mit 19 Registern, zwei Manualen und einem Pedal ersetzt.